# Fairuz Fauzy
Mohamed Fairuz Fauzy (ur. 24 października 1982 w Kuala Lumpur) – malezyjski kierowca wyścigowy. W sezonie 2011 Fauzy pełnił rolę kierowcy rezerwowego w Lotus Renault GP, a rok wcześniej w Lotus Racing.

## Kariera

### Wczesna
Fairuz karierę rozpoczął od startów w kartingu, w 1994 roku. Po jej zakończeniu, w roku 2005 wyjechał do Wielkiej Brytanii, gdzie spędził łącznie pięć lat. Starty na wyspach rozpoczął od Brytyjskiej Formuły Ford. W następnym sezonie awansował do Brytyjskiej Formuły Renault. W roku 2002 zadebiutował w Brytyjskiej Formule 3, w której uczestniczył również w sezonach 2003 i 2004.

### GP2, A1 Grand Prix i World Series by Renault
Dzięki dużemu wsparciu sponsorów oraz dobrym wynikom na testach dostał szansę angażu w serii GP2 we francuskiej ekipie DAMS. W ciągu 23 wyścigów ani razu nie zdobył jednak punktów, a jego najwyższą pozycją było siódme miejsce, uzyskane w sprincie w Hiszpanii. W przerwie zimowej wystąpił w czterech wyścigach nowo utworzonej serii A1 Grand Prix, w której reprezentował barwy swojego kraju (dwukrotnie dojechał na punktowanym miejscu). W 2006 roku dostał kolejną szansę angażu w GP2, tym razem w Super Nova Racing. Ponownie jednak bez punktów (najwyższą lokatę zanotował w sprincie Wielkiej Brytanii, gdzie był siódmy). Po tym sezonie nie znalazł już zatrudnienia w tej serii.
Rok 2007 dzielił między startami w World Series by Renault, a funkcją kierowcy testowego holenderskiej ekipy Spyker, startującej w Formule 1. Sezon zakończył na jedenastej pozycji z dorobkiem 51 punktów i trzech miejsc na podium (w tym pole position na technicznym obiekcie Spa-Francorchamps). Na przełomie 2007 i 2008 roku ponownie uczestniczył w A1 Grand Prix, sięgając po punkty w Południowej Afryce.
Na początku sezonu 2008 powrócił do GP2, a dokładniej do jej nowo utworzonej zimowej serii, gdzie ponownie związał się z Super Nova Racing. Wyścigi na azjatyckich torach zdecydowanie bardziej odpowiadały Malezyjczykowi, dzięki czemu należał do czołówki. Dorobek 24 punktów z trzema miejscami na podium (w tym jedno zwycięstwo w sprincie w Indonezji) zagwarantował mu 4. miejsce.
W przerwie zimowej po raz trzeci wziął udział w Pucharze Narodów. Tym razem jednak Malezyjczyk prezentował wyraźnie lepszy poziom. Fauzy trzykrotnie stanął na podium, z czego zwyciężył, w inauguracyjnym wyścigu w Holandii (dzień później, startując z pole position, dojechał na drugiej pozycji). Dzięki świetnej postawie, narodowa ekipa Malezji została sklasyfikowana na przyzwoitej 6. pozycji.
Sezon 2009 był ostatnim dla Fairuza w Formule Renault 3.5. Startując w brytyjskiej stajni Mofaz Fortec Motorsport, Malezyjczyk dzięki równej i konsekwentnej jeździe, sięgnął po tytuł wicemistrzowski. Wynik ten zapewnił sobie drugim miejscem (dzień wcześniej sięgnął po pole position) w ostatnim wyścigu sezonu w Hiszpanii, przy jednoczesnym braku punktów Francuza Charlesa Pica. W ciągu 17 wyścigów pięciokrotnie stanął na podium (w tym raz zwyciężył, na węgierskim obiekcie Hungaroring, uprzednio zdobywając na nim pierwsze pole startowe).

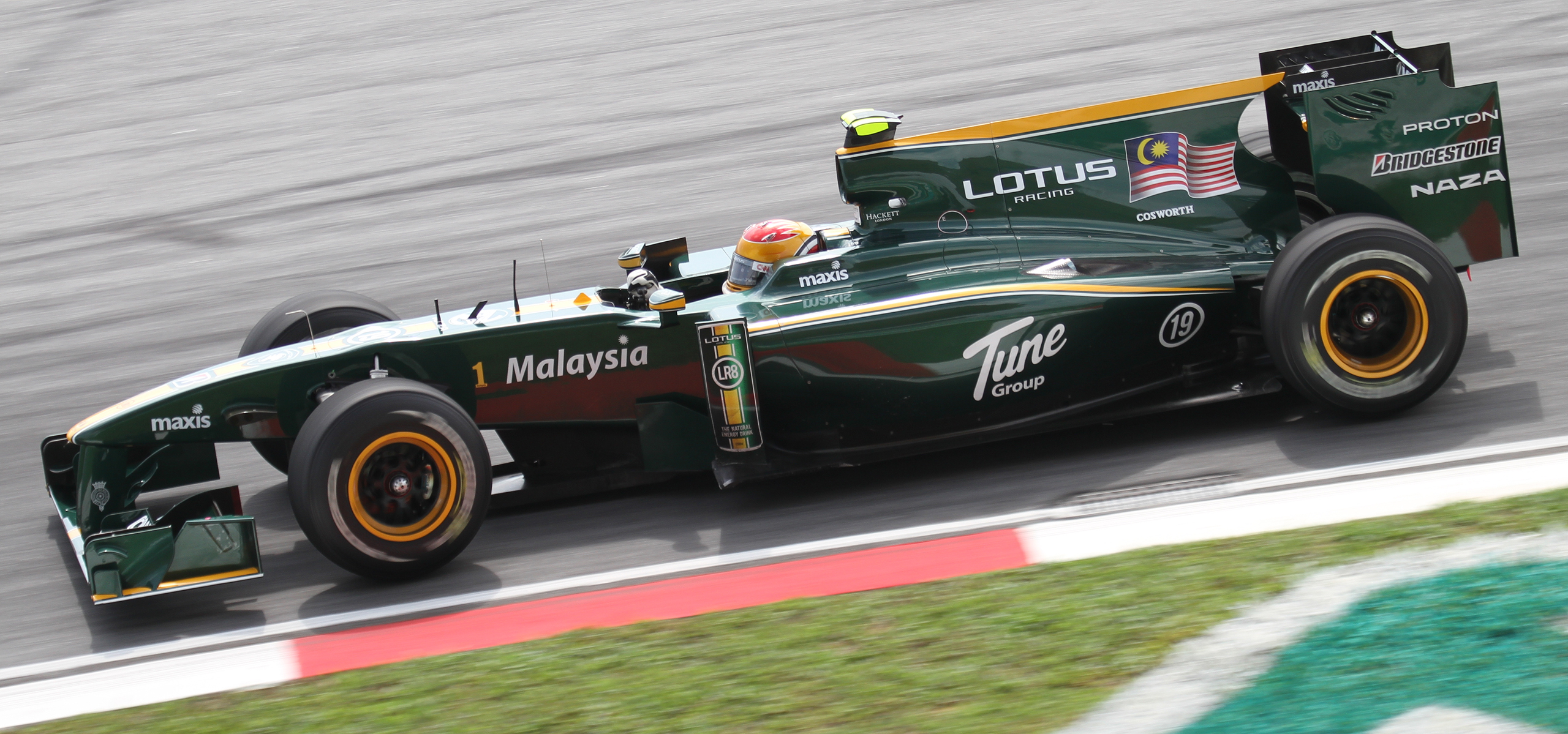
Fairuz Fauzy podczas pierwszego w swojej karierze treningu F1, w malezyjskiej ekipie Lotus, przed Grand Prix Malezji w 2010 roku

### Formuła 1
Swoją przygodę z Formułą 1 rozpoczął w 2007 roku jako jeden z czterech kierowców rezerwowych zespołu Spyker. W 2010 roku Fairuz Fauzy pełnił funkcję kierowcy testowego, pierwszego w historii malezyjskiego zespołu, Lotus. Podczas rodzimego GP poprowadził podczas piątkowego treningu bolid Heikki Kovalainena. W sezonie 2011 Malezyjczyk został kierowcą rezerwowym Lotus Renault GP.

## Statystyki
| Sezon   | Seria                                         | Zespół                       | Wyścigi          | Zwycięstwa       | PP               | NO               | Podium           | Punkty           | Pozycja          |
| ------- | --------------------------------------------- | ---------------------------- | ---------------- | ---------------- | ---------------- | ---------------- | ---------------- | ---------------- | ---------------- |
| 2003    | Brytyjska Formuła 3                           | Promatecme UK /Team SYR      | 24               | 0                | 0                | 0                | 0                | 30,5             | 16               |
| 2004    | Brytyjska Formuła 3                           | Menu F3 Motorsport/P1 Racing | 24               | 0                | 0                | 0                | 1                | 49               | 12               |
| 2005    | Seria GP2                                     | DAMS                         | 23               | 0                | 0                | 0                | 0                | 0                | 24               |
| 2005–06 | A1 Grand Prix                                 | A1 Team Malaysia             | 4                | 0                | 0                | 0                | 0                | 8                | 5                |
| 2006    | Seria GP2                                     | Super Nova Racing            | 21               | 0                | 0                | 0                | 0                | 0                | 25               |
| 2007    | Formula 1                                     | Spyker F1                    | Kierowca testowy | Kierowca testowy | Kierowca testowy | Kierowca testowy | Kierowca testowy | Kierowca testowy | Kierowca testowy |
| 2007–08 | A1 Grand Prix                                 | A1 Team Malaysia             | 6                | 0                | 0                | 0                | 0                | 7                | 15               |
| 2008    | Azjatycka Seria GP2                           | Super Nova Racing            | 10               | 1                | 0                | 1                | 3                | 24               | 4                |
| 2008–09 | A1 Grand Prix                                 | A1 Team Malaysia             | 12               | 1                | 1                | 1                | 3                | 43               | 6                |
| 2009    | Formuła Renault 3.5                           | Mofaz Racing                 | 17               | 1                | 1                | 1                | 5                | 98               | 2                |
| 2010    | Formula 1                                     | Lotus Racing                 | Kierowca testowy | Kierowca testowy | Kierowca testowy | Kierowca testowy | Kierowca testowy | Kierowca testowy | Kierowca testowy |
| 2011    | Azjatycka Seria GP2                           | Super Nova Racing            | 4                | 0                | 0                | 0                | 0                | 1                | 14               |
| 2011    | Seria GP2                                     | Super Nova Racing            | 18               | 0                | 0                | 0                | 0                | 5                | 18               |
| 2011    | Formula 1                                     | Lotus Renault GP             | Kierowca testowy | Kierowca testowy | Kierowca testowy | Kierowca testowy | Kierowca testowy | Kierowca testowy | Kierowca testowy |
| 2011    | Formula Renault 3.5                           | Mofaz Racing                 | 4                | 0                | 0                | 0                | 1                | 15               | 16               |
| 2012    | Super GT                                      | ThunderAsia Racing           | 1                | 0                | 0                | 0                | 0                | 0                | NS               |
| 2013    | Super GT                                      | apr                          | 2                | 0                | 0                | 0                | 0                | 0                | NS               |
| 2013    | Azjatycki Puchar Porsche Carrera              | Sime Darby Auto Performance  | 1                | 0                | 0                | 0                | 0                | 0                | NS               |
| 2014    | Lamborghini Super Trofeo World Final - Pro-Am |                              | 2                | 0                | 0                | 0                | 1                | 0                | NS               |
| 2014    | Lamborghini Super Trofeo Europe - Pro-Am      |                              | 1                | 0                | 0                | 0                | 0                | 0                | NS               |

## Wyniki w GP2
| Legenda oznaczeń w tabelach wyników Wyświetl szablon na nowej stronie | Legenda oznaczeń w tabelach wyników Wyświetl szablon na nowej stronie                                                                     |
| Oznaczenie                                                            | Wyjaśnienie |
| --------------------------------------------------------------------- | --- |
| Złoty                                                                 | Zwycięzca lub mistrzostwo |
| Srebrny                                                               | 2. miejsce lub wicemistrzostwo |
| Brązowy                                                               | 3. miejsce lub II wicemistrzostwo |
| Zielony                                                               | Ukończył, punktował (w klasyfikacji generalnej, gdy zdobył co najmniej jeden punkt na przestrzeni sezonu, poza trzema powyższymi opcjami) |
| Niebieski                                                             | Ukończył, nie punktował (w klasyfikacji generalnej, gdy nie zdobył co najmniej jednego punktu na przestrzeni sezonu)                      |
| Czerwony                                                              | Nie zakwalifikował się (NZ) |
| Czerwony                                                              | Nie prekwalifikował się (NPK) |
| Różowy                                                                | Nie ukończył (NU) |
| Różowy                                                                | Niesklasyfikowany (NS) (w klasyfikacji generalnej, gdy nie został sklasyfikowany w żadnym wyścigu sezonu)                                 |
| Czarny                                                                | Zdyskwalifikowany (DK) |
| Czarny                                                                | Wykluczony (WYK/EX) |
| Biały                                                                 | Nie wystartował (NW) |
| Biały                                                                 | Kontuzjowany (K/INJ) |
| Biały                                                                 | Wyścig odwołany (OD/C) |
| Bez koloru                                                            | Został wycofany (WYC/WD) |
| Bez koloru                                                            | Nie przybył (NP/DNA) |
| Bez koloru                                                            | Nie brał udziału w treningach (NT/DNP) |
| Bez koloru                                                            | Nie został zgłoszony (–) |
| Pogrubienie                                                           | Start z pole position |
| Kursywa                                                               | Najszybsze okrążenie wyścigu |
| †                                                                     | Nie ukończył, ale jego rezultat został zaliczony ze względu na przejechanie więcej niż 90% dystansu wyścigu.                              |
| *                                                                     | Sezon w trakcie |
| 1/2/3                                                                 | Punktowana pozycja w sprincie kwalifikacyjnym                                                                                             |
| Lista systemów punktacji Formuły 1                                    | |

| Rok  | Zespół            | Wyniki w poszczególnych eliminacjach | Wyniki w poszczególnych eliminacjach | Wyniki w poszczególnych eliminacjach | Wyniki w poszczególnych eliminacjach | Wyniki w poszczególnych eliminacjach | Wyniki w poszczególnych eliminacjach | Wyniki w poszczególnych eliminacjach | Wyniki w poszczególnych eliminacjach | Wyniki w poszczególnych eliminacjach | Wyniki w poszczególnych eliminacjach | Wyniki w poszczególnych eliminacjach | Wyniki w poszczególnych eliminacjach | Wyniki w poszczególnych eliminacjach | Wyniki w poszczególnych eliminacjach | Wyniki w poszczególnych eliminacjach | Wyniki w poszczególnych eliminacjach | Wyniki w poszczególnych eliminacjach | Wyniki w poszczególnych eliminacjach | Wyniki w poszczególnych eliminacjach | Wyniki w poszczególnych eliminacjach | Wyniki w poszczególnych eliminacjach | Wyniki w poszczególnych eliminacjach | Wyniki w poszczególnych eliminacjach | Punkty | Pozycja |
| ---- | ----------------- | ------------------------------------ | ------------------------------------ | ------------------------------------ | ------------------------------------ | ------------------------------------ | ------------------------------------ | ------------------------------------ | ------------------------------------ | ------------------------------------ | ------------------------------------ | ------------------------------------ | ------------------------------------ | ------------------------------------ | ------------------------------------ | ------------------------------------ | ------------------------------------ | ------------------------------------ | ------------------------------------ | ------------------------------------ | ------------------------------------ | ------------------------------------ | ------------------------------------ | ------------------------------------ | ------ | ------- |
| 2005 | DAMS              | SMR                                  | SMR                                  | ESP                                  | ESP                                  | MON                                  | NÜR                                  | NÜR                                  | FRA                                  | FRA                                  | GBR                                  | GBR                                  | HOC                                  | HOC                                  | HUN                                  | HUN                                  | TUR                                  | TUR                                  | ITA                                  | ITA                                  | BEL                                  | BEL                                  | BHR                                  | BHR                                  | 0      | 24      |
| 2005 | DAMS              | 17                                   | 12                                   | 12                                   | 7                                    | NU                                   | 14                                   | 10                                   | 14                                   | 10                                   | NU                                   | NU                                   | NU                                   | 16                                   | NU                                   | 13                                   | NU                                   | 15                                   | 14                                   | 11                                   | 13                                   | 15                                   | 11                                   | 10                                   | 0      | 24      |
| 2006 | Super Nova Racing | VAL                                  | VAL                                  | SMR                                  | SMR                                  | NÜR                                  | NÜR                                  | ESP                                  | ESP                                  | MON                                  | GBR                                  | GBR                                  | FRA                                  | FRA                                  | HOC                                  | HOC                                  | HUN                                  | HUN                                  | TUR                                  | TUR                                  | ITA                                  | ITA                                  |                                      |                                      | 0      | 24      |
| 2006 | Super Nova Racing | 15                                   | 10                                   | NU                                   | 15                                   | 19                                   | 9                                    | NU                                   | 14                                   | 10                                   | 12                                   | 7                                    | NU                                   | 15                                   | 22                                   | 10                                   | 16                                   | NU                                   | NU                                   | NU                                   | 14                                   | 10                                   |                                      |                                      | 0      | 24      |
| 2011 | Super Nova Racing | TUR                                  | TUR                                  | ESP                                  | ESP                                  | MON                                  | MON                                  | VAL                                  | VAL                                  | GBR                                  | GBR                                  | DEU                                  | DEU                                  | HUN                                  | HUN                                  | BEL                                  | BEL                                  | ITA                                  | ITA                                  |                                      |                                      |                                      |                                      |                                      | 5      | 18      |
| 2011 | Super Nova Racing | 12                                   | 5                                    | 14                                   | 6                                    | 15                                   | 10                                   | 16                                   | 16                                   | 21                                   | 15                                   | 17                                   | 12                                   | NU                                   | NU                                   | 7                                    | 21                                   | 18                                   | NU                                   |                                      |                                      |                                      |                                      |                                      | 5      | 18      |

## Wyniki w Azjatyckiej Serii GP2
| Legenda oznaczeń w tabelach wyników Wyświetl szablon na nowej stronie | Legenda oznaczeń w tabelach wyników Wyświetl szablon na nowej stronie                                                                     |
| Oznaczenie                                                            | Wyjaśnienie |
| --------------------------------------------------------------------- | --- |
| Złoty                                                                 | Zwycięzca lub mistrzostwo |
| Srebrny                                                               | 2. miejsce lub wicemistrzostwo |
| Brązowy                                                               | 3. miejsce lub II wicemistrzostwo |
| Zielony                                                               | Ukończył, punktował (w klasyfikacji generalnej, gdy zdobył co najmniej jeden punkt na przestrzeni sezonu, poza trzema powyższymi opcjami) |
| Niebieski                                                             | Ukończył, nie punktował (w klasyfikacji generalnej, gdy nie zdobył co najmniej jednego punktu na przestrzeni sezonu)                      |
| Czerwony                                                              | Nie zakwalifikował się (NZ) |
| Czerwony                                                              | Nie prekwalifikował się (NPK) |
| Różowy                                                                | Nie ukończył (NU) |
| Różowy                                                                | Niesklasyfikowany (NS) (w klasyfikacji generalnej, gdy nie został sklasyfikowany w żadnym wyścigu sezonu)                                 |
| Czarny                                                                | Zdyskwalifikowany (DK) |
| Czarny                                                                | Wykluczony (WYK/EX) |
| Biały                                                                 | Nie wystartował (NW) |
| Biały                                                                 | Kontuzjowany (K/INJ) |
| Biały                                                                 | Wyścig odwołany (OD/C) |
| Bez koloru                                                            | Został wycofany (WYC/WD) |
| Bez koloru                                                            | Nie przybył (NP/DNA) |
| Bez koloru                                                            | Nie brał udziału w treningach (NT/DNP) |
| Bez koloru                                                            | Nie został zgłoszony (–) |
| Pogrubienie                                                           | Start z pole position |
| Kursywa                                                               | Najszybsze okrążenie wyścigu |
| †                                                                     | Nie ukończył, ale jego rezultat został zaliczony ze względu na przejechanie więcej niż 90% dystansu wyścigu.                              |
| *                                                                     | Sezon w trakcie |
| 1/2/3                                                                 | Punktowana pozycja w sprincie kwalifikacyjnym                                                                                             |
| Lista systemów punktacji Formuły 1                                    | |

| Rok  | Zespół                   | Wyniki w poszczególnych eliminacjach | Wyniki w poszczególnych eliminacjach | Wyniki w poszczególnych eliminacjach | Wyniki w poszczególnych eliminacjach | Wyniki w poszczególnych eliminacjach | Wyniki w poszczególnych eliminacjach | Wyniki w poszczególnych eliminacjach | Wyniki w poszczególnych eliminacjach | Wyniki w poszczególnych eliminacjach | Wyniki w poszczególnych eliminacjach | Punkty | Pozycja |
| ---- | ------------------------ | ------------------------------------ | ------------------------------------ | ------------------------------------ | ------------------------------------ | ------------------------------------ | ------------------------------------ | ------------------------------------ | ------------------------------------ | ------------------------------------ | ------------------------------------ | ------ | ------- |
| 2008 | Super Nova International | ARE                                  | ARE                                  | IDN                                  | IDN                                  | MAL                                  | MAL                                  | BHR                                  | BHR                                  | ARE                                  | ARE                                  | 24     | 4       |
| 2008 | Super Nova International | 8                                    | 2                                    | 8                                    | 1                                    | 2                                    | 6                                    | NU                                   | NU                                   | 11                                   | 6                                    | 24     | 4       |
| 2011 | Super Nova Racing        | ARE                                  | ARE                                  | ITA                                  | ITA                                  |                                      |                                      |                                      |                                      |                                      |                                      | 1      | 14      |
| 2011 | Super Nova Racing        | NU                                   | 15                                   | 8                                    | NU                                   |                                      |                                      |                                      |                                      |                                      |                                      | 1      | 14      |

## Wyniki w Formule Renault 3.5
| Legenda oznaczeń w tabelach wyników Wyświetl szablon na nowej stronie | Legenda oznaczeń w tabelach wyników Wyświetl szablon na nowej stronie                                                                     |
| Oznaczenie                                                            | Wyjaśnienie |
| --------------------------------------------------------------------- | --- |
| Złoty                                                                 | Zwycięzca lub mistrzostwo |
| Srebrny                                                               | 2. miejsce lub wicemistrzostwo |
| Brązowy                                                               | 3. miejsce lub II wicemistrzostwo |
| Zielony                                                               | Ukończył, punktował (w klasyfikacji generalnej, gdy zdobył co najmniej jeden punkt na przestrzeni sezonu, poza trzema powyższymi opcjami) |
| Niebieski                                                             | Ukończył, nie punktował (w klasyfikacji generalnej, gdy nie zdobył co najmniej jednego punktu na przestrzeni sezonu)                      |
| Czerwony                                                              | Nie zakwalifikował się (NZ) |
| Czerwony                                                              | Nie prekwalifikował się (NPK) |
| Różowy                                                                | Nie ukończył (NU) |
| Różowy                                                                | Niesklasyfikowany (NS) (w klasyfikacji generalnej, gdy nie został sklasyfikowany w żadnym wyścigu sezonu)                                 |
| Czarny                                                                | Zdyskwalifikowany (DK) |
| Czarny                                                                | Wykluczony (WYK/EX) |
| Biały                                                                 | Nie wystartował (NW) |
| Biały                                                                 | Kontuzjowany (K/INJ) |
| Biały                                                                 | Wyścig odwołany (OD/C) |
| Bez koloru                                                            | Został wycofany (WYC/WD) |
| Bez koloru                                                            | Nie przybył (NP/DNA) |
| Bez koloru                                                            | Nie brał udziału w treningach (NT/DNP) |
| Bez koloru                                                            | Nie został zgłoszony (–) |
| Pogrubienie                                                           | Start z pole position |
| Kursywa                                                               | Najszybsze okrążenie wyścigu |
| †                                                                     | Nie ukończył, ale jego rezultat został zaliczony ze względu na przejechanie więcej niż 90% dystansu wyścigu.                              |
| *                                                                     | Sezon w trakcie |
| 1/2/3                                                                 | Punktowana pozycja w sprincie kwalifikacyjnym                                                                                             |
| Lista systemów punktacji Formuły 1                                    | |

| Rok  | Zespół                               | Wyniki w poszczególnych eliminacjach | Wyniki w poszczególnych eliminacjach | Wyniki w poszczególnych eliminacjach | Wyniki w poszczególnych eliminacjach | Wyniki w poszczególnych eliminacjach | Wyniki w poszczególnych eliminacjach | Wyniki w poszczególnych eliminacjach | Wyniki w poszczególnych eliminacjach | Wyniki w poszczególnych eliminacjach | Wyniki w poszczególnych eliminacjach | Wyniki w poszczególnych eliminacjach | Wyniki w poszczególnych eliminacjach | Wyniki w poszczególnych eliminacjach | Wyniki w poszczególnych eliminacjach | Wyniki w poszczególnych eliminacjach | Wyniki w poszczególnych eliminacjach | Wyniki w poszczególnych eliminacjach | Punkty | Pozycja |
| ---- | ------------------------------------ | ------------------------------------ | ------------------------------------ | ------------------------------------ | ------------------------------------ | ------------------------------------ | ------------------------------------ | ------------------------------------ | ------------------------------------ | ------------------------------------ | ------------------------------------ | ------------------------------------ | ------------------------------------ | ------------------------------------ | ------------------------------------ | ------------------------------------ | ------------------------------------ | ------------------------------------ | ------ | ------- |
| 2009 | Mofaz Fortec Motorsport Mofaz Racing | CAT                                  | CAT                                  | BEL                                  | BEL                                  | MON                                  | HUN                                  | HUN                                  | GBR                                  | GBR                                  | FRA                                  | FRA                                  | PRT                                  | PRT                                  | DEU                                  | DEU                                  | ARA                                  | ARA                                  | 98     | 2       |
| 2009 | Mofaz Fortec Motorsport Mofaz Racing | 8                                    | 7                                    | 15                                   | 15                                   | 15                                   | 1                                    | 7                                    | 2                                    | 4                                    | 7                                    | 4                                    | 8                                    | 20                                   | 2                                    | 3                                    | 6                                    | 2                                    | 98     | 2       |
| 2011 | Mofaz Racing                         | ARA                                  | ARA                                  | BEL                                  | BEL                                  | ITA                                  | ITA                                  | MON                                  | DEU                                  | DEU                                  | HUN                                  | HUN                                  | GBR                                  | GBR                                  | FRA                                  | FRA                                  | CAT                                  | CAT                                  | 15     | 22      |
| 2011 | Mofaz Racing                         | –                                    | –                                    | –                                    | –                                    | –                                    | –                                    | –                                    | 11                                   | 3                                    | 13                                   | 16                                   | NU                                   | 18                                   | 21                                   | 15                                   | 15                                   | 11                                   | 15     | 22      |